# François Kevorkian
François Kevorkian (Rodez, 10 januari 1954) is een Amerikaanse house-dj van Franse komaf. Hij speelde een invloedrijke rol in de vorming van de Amerikaanse dancescene in de jaren tachtig. Hij is ook actief als producer. Al maakt hij meer remixen voor anderen dan eigen producties. 

## Biografie
François Kevorkian werd in 1954 geboren in een gezin met Armeense roots in het Franse plaatsje Rodez. Maar hij groeit op in de buitenwijken van Parijs. Als tiener begint hij met drummen. Om zijn geluk te beproeven in de muziek reist hij halverwege de jaren zeventig af naar de Verenigde Staten. Door de grote concurrentie onder de drummers weet hij er niet tussen te komen. Zodoende gaat hij zijn geld verdienen als dj in clubs in New York. Hij draait daarbij in clubs als de Paradise Garage en Studio 54. Daar ontmoet hij Larry Levan waarmee een goede vriendschap en samenwerking ontstaat. Naast zijn werk in de club begint hij ook met het maken van discomixen en remixen. HIj richt daarvoor de Axis Studios op in het gebouw van de Studio 54. Zijn doorbraak als remixer komt met het nummer Push Push (In the Bush) van Musique. Ook een succes is Situation van Yazoo. Door zijn bewerking wordt dit nummer in hit in Amerikaanse clubs. Vanaf 1983 draait hij steeds minder in club om meer tijd te kunnen steken in het maken van remixen. Hij zal remixen maken voor onder andere Kraftwerk, Diana Ross en David Gilmour. Ook is hij betrokken bij de productie van albums Electric Café (1986) van Kraftwerk,Violator (1990) van Depeche Mode en Erasure (1995) van Erasure. 
In de jaren negentig pakt Kevorkian zijn werk als dj weer op. Hij zal dan veel geboekt worden in clubs en op feesten over de hele wereld. Hij start ook het label Wave Records. Daarop verschijnt in 1995 de FK-EP met vier deephouse-tracks. Daarna verschijnen er zo nu en dan singles en ep's met eigen tracks. Hij werkt in 1997 ook mee aan de track Ncameu van Urban Sound Gallery, een project van Ron Trent. Grote erkenning krijgt hij als hij in 2000 een Essential Mix mag draaien voor de wekelijkse show van Pete Tong. In 2002 wordt hij door Azuli Records gevraagd om een verzamelaar te maken met tracks die hem inspireerden. Dit wordt  Choice (A Collection Of Classics). Hij blijft ook veel remixen maken. Dit voor onder andere Coldplay, Dido Armstrong en Yoko Ono. Enkele maakt hij in samenwerking met Eric Kupper. Veel remixen van hem zijn verzameld op The Remixes Vol 05 (2005). In 2008 is hij te horen in het spel Grand Theft Auto IV, waar hij de host is van het Electro-Choc radiokanaal. In 2009 vormt hij samen met Derrick May de gelegenheidsformatie Cosmic Twins. Samen maken ze de 186e mix voor Resident Advisor.  

## Discografie

### Mixcompilaties
- Essential Mix – François K (London/Ffrr) 2000
- Deep & Sexy (vol.1) (Wave Music) 2001
- Choice: A Collection of Classics (Azuli) 2002
- Deep Space NYC (vol. 1) (Deep Space Media/Wave Music) 2005
- Live at Sonar[2] (SonarMusic) 2003
- Frequencies – 2 x CD – (Wavetec) 2006
- Body&SOUL NYC (vol. 1, 2, 3, 4, 5) (Wave Music) 1998–2007 2007
- Masterpiece: Created By François K (Ministry of Sound) 2008